# 23 август
23 август е 235-ият ден в годината според григорианския календар (236-и през високосна). Остават 130 дни до края на годината.

## Събития
- 1244 г. – Турската армия превзема Йерусалим.
- 1305 г. – Екзекутиран е шотландския национален герой Уилям Уолъс.
- 1328 г. – Състои се коронацията на Филип VI.

- 1382 г. – Руската войска използва за първи път артилерия при отбраната на Москва от татарите.
- 1514 г. – Османските войски побеждават сефевидите в Битката при Чалдиран и придобиват контрол над източна Мала Азия и северен Ирак.
- 1572 г. – Късно вечерта в Париж започва масов погром на хугеноти, известен като Вартоломеевата нощ.
- 1770 г. – Джеймс Кук обявява Австралия за колония на Англия.
- 1799 г. – Наполеон напуска Египет и се завръща във Франция.
- 1839 г. – Обединеното кралство анексира Хонконг.
- 1866 г. – Австро-пруската война приключва с подписването на Пражки договор, съгласно който Венеция е предадена на Италия.
- 1877 г. – Руско-турска война (1877 – 1878): Води се най-тежкият бой по време на Шипченската битка (11 август стар стил).

- 1914 г. – Първата световна война: Япония обявява война на Германия и бомбардира Циндао в Китай.
- 1921 г. – Файсал I е коронован за крал на Ирак.
- 1924 г. – Разстоянието между Земята и Марс е най-малко – за последен път е било такова през 10 век.
- 1927 г. – Никола Сако и Бартоломео Ванцети са екзекутирани на електрически стол в Масачузетс.
- 1935 г. – На кулите на Кремъл са поставени рубинови петолъчки.
- 1939 г. – Втора световна война: Нацистка Германия и СССР подписват Пакт за ненападение в Москва. В секретно допълнение Балтийските страни, Финландия и Полша са поделени между двете държави.
- 1940 г. – Втора световна война: Германия започва бомбардировки над Лондон.
- 1942 г. – Втора световна война: Започва Битката при Сталинград, продължила шест месеца.
- 1943 г. – Втората световна война: С победа на Червената армия завършва битката при Курската дъга – най-голямата танкова битка в историята.
- 1943 г. – След вечеря в италианското посолство в София, Цар Борис III е открит на сутринта в безсъзнание след силно повръщане.
- 1944 г. – Втора световна война: Освободена е Марсилия.
- 1944 г. – Втора световна война: Министър-председателят на Румъния Йон Антонеску е арестуван и е установено ново правителство; Румъния излиза от войната срещу Русия и се присъединява към Съюзниците.
- 1960 г. – В Екваториална Гвинея е заловена най-голямата жаба (3,3 kg).
- 1979 г. – Балетистът от Болшой театър Александър Годунов получава политическо убежище в САЩ.
- 1988 г. – Открита е 16 та Регионална конференция на Световната организация на ООН по прехрана и земеделие ФАО в гр. Краков, Полша, (23 – 26 август 1988 г.).
- 1989 г. – Пеещата революция: Приблизително 2 милиона граждани на Литва, Латвия и Естония се хващат за ръце на пътя Вилнюс – Талин и образуват 600 км жива верига на свободата, в протест на 50-годишнината от включването им в СССР след съветско-нацисткия Пакт за ненападение.
- 1990 г. – Армения обявява своята независимост от СССР.
- 1990 г. – Източна Германия и Западна Германия обявяват, че ще се обединят на 3 октомври същата година.
- 1990 г. – Саддам Хюсеин се появява по иракската национална телевизия със западни „гости“ (всъщност заложници), в опит да предотврати Войната в Залива.
- 1991 г. – Борис Елцин обявява, че КПСС престава да съществува като политическа партия и се спира издаването на вестник Правда.
- 2000 г. – Самолетът при полет 072 на „Гълф Еър“ се разбива в Персийския залив близо до Манама, Бахрейн и убива 143 души.
- 2006 г. – Левски (София) става първият български отбор, влязъл в групите на Шампионската лига.
- 2007 г. – Тим Хенман обявява на пресконференция в Ню Йорк, че ще се откаже от професионалния тенис.

## Родени
- 686 г. – Карл Мартел, франкски майордом († 741 г.)
- 1740 г. – Иван VI, император на Русия († 1764 г.)
- 1741 г. – Жан-Франсоа Лаперуз, френски изследовател († 1788 г.)
- 1754 г. – Луи XVI, крал на Франция († 1793 г.)
- 1766 г. – Йохан Центуриус фон Хофмансег, германски биолог († 1849 г.)
- 1769 г. – Жорж Кювие, френски биолог († 1832 г.)
- 1776 г. – Хьоне Вронски, полски философ и математик († 1853 г.)
- 1777 г. – Аделаид Орлеанска, френска принцеса († 1847 г.)
- 1780 г. – Вартоломей Копитар, словенски филолог и библиограф († 1844 г.)
- 1803 г. – Гюстав Вапер, белгийски художник († 1874 г.)
- 1851 г. – Алоис Ирасек, чешки писател († 1930 г.)
- 1852 г. – Арнълд Тойнби, британски социален икономист († 1883 г.)
- 1863 г. – Филип Чакъров, български революционер († 1936 г.)
- 1864 г. – Елевтериос Венизелос, министър-председател на Гърция († 1936 г.)
- 1868 г. – Пол Отле, белгийски библиограф († 1944 г.)
- 1869 г. – Едгар Ли Мастърс, американски поет († 1950 г.)
- 1870 г. – Йордан Пиперката, български революционер († 1903 г.)
- 1880 г. – Александър Грин, руски писател († 1932 г.)
- 1887 г. – Алвин Хансен, американски икономист († 1975 г.)
- 1896 г. – Владимир Бъчваров, български лекар († 1955 г.)
- 1896 г. – Жак Рюеф, френски икономист († 1978 г.)
- 1899 г. – Албер Клод, белгийски биохимик, Нобелов лауреат през 1974 г. († 1983 г.)
- 1910 г. – Джузепе Меаца, италиански футболист († 1979 г.)
- 1912 г. – Джийн Кели, американски танцьор († 1996 г.)
- 1921 г. – Кенет Ароу, американски икономист, Нобелов лауреат († 2017 г.)
- 1922 г. – Иван Джуренов, български писател († 2012 г.)
- 1923 г. – Пейо Бербенлиев, български архитект († 1999 г.)
- 1924 г. – Робърт Солоу, американски икономист, Нобелов лауреат през 1987 г. († 2023 г.)
- 1925 г. – Дончо Дончев (писател), български писател († 2013 г.)
- 1925 г. – Сулхан Цинцадзе, грузински композитор († 1991 г.)
- 1927 г. – Диана Баумринд, американски психолог († 2018 г.)
- 1930 г. – Вера Майлс, американска актриса
- 1933 г. – Йордан Хаджиев, български писател († 2019 г.)
- 1934 г. – Дора Смедовска, българска актриса
- 1940 г. – Николай Колев, български етнолог († 2013 г.)
- 1944 г. – Георги Стоилов, български политик
- 1945 г. – Исаяс Флорендо Бегония, филипински дипломат
- 1945 г. – Рита Павоне, италианска певица
- 1951 г. – Ахмад Кадиров, президент на Чечения († 2004 г.)
- 1965 г. – Илия Троянов, българо-германски писател
- 1966 г. – Чарли Бурман, английски актьор
- 1968 г. – Людмила Радкова, певица
- 1970 г. – Ривър Финикс, американски актьор († 1993 г.)
- 1971 г. – Деметрио Албертини, италиански футболист
- 1978 г. – Весела, българска попфолк певица
- 1978 г. – Георги Чиликов, български футболист
- 1978 г. – Коби Брайънт, американски баскетболист († 2020 г.)
- 1981 г. – Кармен Лувана, американска порно актриса
- 1984 г. – Глен Джонсън, английски футболист
- 1988 г. – Олга Говорцова, беларуска тенисистка

## Починали
- 93 г. – Гней Юлий Агрикола, римски сенатор († 40 г.)
- 634 г. – Абу Бакр, арабски халиф (* ок. 573 г.)
- 1103 г. – Магнус III, крал на Норвегия (* 1073 г.)
- 1305 г. – Уилям Уолъс, шотландски национален герой (* ок. 1270)
- 1387 г. – Олав IV, крал на Дания и Норвегия (* 1370 г.)
- 1507 г. – Жан Молине, френски писател (* 1435 г.)
- 1628 г. – Джордж Вилиърз, английски държавник († 1592 г.)
- 1806 г. – Шарл дьо Кулон, френски физик (* 1736 г.)
- 1832 г. – Йохан Георг Ваглер, германски зоолог (* 1800 г.)
- 1846 г. – Вилхелм Кюхелбекер, руски писател – декабрист (* 1797 г.)
- 1863 г. – Михаил Шчепкин, руски драматичен актьор (* 1788 г.)
- 1900 г. – Кийотака Курода, министър-председател на Япония (* 1840 г.)
- 1923 г. – Лазар Ванков, български геолог (* 1867 г.)
- 1926 г. – Рудолфо Валентино, италиански киноактьор (* 1895 г.)
- 1927 г. – Саад Заглул Паша, египетски държавник (* 1860 г.)
- 1944 г. – Абдул Меджид II, османски халиф (* 1868 г.)
- 1948 г. – Иван Миларов, български писател и драматург (* 1850 г.)
- 1953 г. – Васил Ангелов, български революционер (* 1882 г.)
- 1979 г. – Стефан Пейчев, български актьор (* 1905 г.)
- 1980 г. – Герхард Ханапи, австрийски футболист (* 1929 г.)
- 1982 г. – Алберту Кавалканти, бразилски режисьор и продуцент (* 1897 г.)
- 1982 г. – Стандфорд Мур, американски биохимик, Нобелов лауреат през 1972 г. (* 1913 г.)
- 1987 г. – Дидие Пирони, френски пилот от Ф1 (* 1952 г.)
- 1989 г. – Роналд Лейнг, шотландски психиатър (* 1927 г.)
- 1999 г. – Андрей Чапразов, български драматичен и киноактьор (* 1920 г.)
- 2005 г. – Чудомир Начев, български лекар (* 1936 г.)
- 2006 г. – Иван Абаджиев, български политик (* 1930 г.)
- 2009 г. – Александър Божков, български политик (* 1951 г.)
- 2012 г. – Максим Бурханларски, български математик – новатор (* 1935 г.)
- 2016 г. – Димитър Цонев, български журналист (* 1959 г.)
- 2021 г. – Виолета Бахчеванова, българска актриса (* 1935 г.)

- 2023 г. – Евгений Пригожин (* 1961 г.)

## Празници
- ЮНЕСКО – Международен ден в памет на жертвите на робството и неговата забрана (по повод въстанието на робите в Санто Доминго, 22 – 23 август, 1791 г.)
- Европейски съюз – Европейски ден за възпоменание на жертвите на сталинизма и нацизма
- Латвия – Ден на черните ленти (по повод пакта Рибентроп – Молотов от 1939 г.)
- Румъния – Ден на освобождението от фашизма (1944 г.; до 1989 г. денят е национален празник)
- Украйна – Ден на националния флаг